# Javier Torre
Javier Torre (Buenos Aires, 6 de agosto de 1950) es un director, productor y guionista de cine argentino que ha desarrollado una extensa carrera artística. Es hijo del director de cine Leopoldo Torre Nilsson y nieto del también director Leopoldo Torres Ríos. Es licenciado en Letras de la Facultad de Filosofía y Letras de la Universidad de Buenos Aires.
Fue Director del Centro Cultural General San Martín desde 1983 hasta 1988, etapa en la cual tuvo un gran desarrollo, y posteriormente funcionario en la Fundación del Cine Argentino del Instituto Nacional de Cine y Artes Audiovisuales. 
Recibió de la Fundación Konex en 1991 el Diploma al Mérito en el rubro Cultural.
Publicó el libro de relatos El placer inglés, la obra teatral El embalsamador y las novelas Rubita, Quemar las naves y Las noches de Maco.

## Su actividad en el cine
En 1972 debutó en cine con el guion de La maffia, que dirigió su padre. En 1983 realizó su primera película Fiebre amarilla, sobre su propio guion, un proyecto que su padre no había podido concretar antes de su fallecimiento debido a la censura y, más adelante dirigió otros filmes. Por su película Vereda tropical (2004) recibió el premio al mejor director en el Festival de Cine Latino de Gramado, Brasil al mismo tiempo que el actor Fabio Aste era distinguido como el mejor actor, por el mismo filme.
Por su filme Un amor de Borges recibió el Premio al Mejor Director en el Festival Internacional de Miami, y su película logró el premio Kikito al mejor film latino y se hizo acreedora, además, al galardón de la crítica en el Festival de Granado, en Brasil.
Jean Pierre Noher, que en la película encarna al escritor enfrentado a un romance imposible, fue laureado con una distinción especial por los miembros del jurado.
También ganó el premio a la mejor película en el XVI Festival de Cine de Trieste. En su fallo el jurado elogió "la capacidad de armonizar en la narración fílmica las imágenes, la poesía, el color, la reconstrucción histórica, la música y una interpretación de alto nivel".
Además, el filme obtuvo el premio a la banda sonora, a cargo de José Luis Castiñeira de Dios.
También logró dos premios en el Festival de Cines y Culturas de América Latina de Biarritz: el Sol de Oro a la mejor película y para Jean Pierre Noher el de mejor actor.

## Filmografía
Director
- El almuerzo (2015)
- El derrotado (2011)
- Impunidad (2008)
- Vereda tropical (2004)
- Cuentos clásicos de terror (2004) Series de TV
- Un amor de Borges (2000)
- El juguete rabioso (1998)
- Lola Mora (1996)
- El camino de los sueños (1993)
- Las tumbas (1991)
- Fiebre amarilla (1983)

Guionista
- El derrotado (2011)
- Impunidad (2008)
- Vereda tropical (2004)
- Un amor de Borges (2000)
- El juguete rabioso (1998)
- Lola Mora (1996)
- El camino de los sueños (1993)
- Las tumbas (1991)
- Fiebre amarilla (1983)
- La maffia (1972)

Productor
- El derrotado (2011)
- El juguete rabioso (1998)
- Lola Mora (1996)

Actor
- Piedra libre (1976)
- Il giovane Garibaldi o El joven Garibaldi (1974) miniserie

Diseñador de Producción
- Queridas amigas (1980)

## Televisión
Director
- Cuentos clásicos de terror (2004) Serie